# Comacmaeops
Comacmaeops is een kevergeslacht uit de familie van de boktorren (Cerambycidae). De wetenschappelijke naam van het geslacht werd voor het eerst geldig gepubliceerd in 1972 door Linsley & Chemsak.

## Soorten
Comacmaeops omvat de volgende soorten:
- Comacmaeops brunnea (Knull, 1962)
- Comacmaeops parva Linsley & Chemsak, 1972